# 馬納伊夫
49°49′18″N 25°12′57″E / 49.82167°N 25.21583°E
馬納伊夫（烏克蘭語：Манаїв），是烏克蘭的村落，位於該國西部捷爾諾波爾州，由捷尔诺波尔区負責管轄，距離加爾布濟夫1.5公里，始建於1483年，面積2.63平方公里，2001年人口367。